# Campeonato de Primera División D 1981
El Campeonato de Primera División D 1981 fue la cuadragésima séptima temporada del certamen y la trigésimo primera temporada de la cuarta categoría del fútbol argentino. Se disputó entre el 28 de marzo y el 19 de diciembre de 1981.
El nuevo participante fue Barracas Central, descendido de la Primera B 1980. A su vez, Pilar y Piraña se desafiliaron.
El certamen consagró campeón por segunda vez a Barracas Central, que obtuvo el ascenso y retornó rápidamente a la Primera C. Por su parte, Muñiz resultó subcampeón tras vencer en un desempate a Ituzaingó y obtuvo el segundo ascenso.

## Ascensos y descensos
| Pos. | Ascendido de la Primera D 1980 |
| ---- | ------------------------------ |
| 1º   | Brown de Adrogué               |

| Pos. | Descendido de la Primera C 1980 |
| ---- | ------------------------------- |
| 20º  | Barracas Central                |

| Equipos Afiliados |
| ----------------- |
| No hubo           |

| Equipos Desafiliados |
| -------------------- |
| Pilar                |
| Piraña               |

## Formato
Los equipos se dividieron en dos zonas y se enfrentaron en cada una bajo el sistema de todos contra todos a 2 ruedas. Los dos equipos con mayor puntaje de cada zona clasificaron a la Ronda Final.
Los cuatro equipos clasificados a la Ronda Final se enfrentaron entre ellos ida y vuelta. El equipo con mayor puntaje se consagró campeón y obtuvo el primer ascenso, mientras que el subcampeón obtuvo el segundo ascenso.

## Equipos participantes
| Equipo                | Lugar             | Estadio                   |
| --------------------- | ----------------- | ------------------------- |
| Acassuso              | Boulogne Sur Mer  | No posee                  |
| Argentino de Merlo    | Merlo             | Antezana y Pergamino      |
| Atlas                 | General Rodríguez | Ricardo Puga              |
| Barracas Central      | Barracas          | Olavarría y Luna          |
| Cañuelas              | Cañuelas          | El Cajón                  |
| Central Ballester     | Villa Ballester   | Italia y Moreno           |
| Centro Español        | Villa Sarmiento   | No posee                  |
| Claypole              | Claypole          | César Luis Menotti        |
| Defensores de Almagro | Balvanera         | No posee                  |
| Defensa y Justicia    | Florencio Varela  | Norberto Tomaghello       |
| Deportivo Laferrere   | Laferrere         | Rodney y Magnasco         |
| Deportivo Paraguayo   | San Telmo         | No posee                  |
| Fénix                 | Colegiales        | No posee                  |
| Ferrocarril Midland   | Libertad          | Ciudad de Libertad        |
| Ferrocarril Urquiza   | Villa Lynch       | Monumental de Villa Lynch |
| General Belgrano      | Tapiales          | No posee                  |
| Ituzaingó             | Ituzaingó         | Ituzaingó                 |
| Liniers               | Liniers           | No posee                  |
| Justo José de Urquiza | Caseros           | Kelsey y Bonifacini       |
| Juventud Unida        | Muñiz             | Sarmiento y Azcuenaga     |
| Leandro N. Alem       | General Rodríguez | Leandro N. Alem           |
| Muñiz                 | José C. Paz       | La Vuce                   |
| Puerto Nuevo          | Campana           | Municipal de Campana      |
| Sacachispas           | Villa Soldati     | Lacarra y Barros Pazos    |
| San Martín            | Burzaco           | Francisco Boga            |
| Sportivo Barracas     | Barracas          | No posee                  |
| Sportivo Palermo      | Palermo           | No posee                  |
| Victoriano Arenas     | Valentín Alsina   | Saturnino Moure           |
| Villa San Carlos      | Berisso           | Genacio Sálice            |
| Yupanqui              | Villa Lugano      | No posee                  |

### Distribución geográfica de los equipos
| Región                                   | Cant. | Equipos |
| ---------------------------------------- | ----- | --- |
| Conurbano bonaerense                     | 17    | Acassuso, Argentino de Merlo, Central Ballester, Centro Español, Claypole, Defensa y Justicia, Deportivo Laferrere, Ferrocarril Midland, Ferrocarril Urquiza, General Belgrano, Ituzaingó, Justo José de Urquiza, Juventud Unida, Liniers, Muñiz, San Martín (B) y Victoriano Arenas |
| Ciudad de Buenos Aires                   | 8     | Barracas Central, Defensores de Almagro, Deportivo Paraguayo, Fénix, Sacachispas, Sportivo Barracas, Sportivo Palermo y Yupanqui |
| Interior de la provincia de Buenos Aires | 4     | Atlas, Cañuelas, Leandro N. Alem y Puerto Nuevo |
| Gran La Plata                            | 1     | Villa San Carlos |

## Tablas de posiciones

### Zona A
| Pos. | Equipo                | Pts. | PJ | PG | PE | PP | GF | GC | Dif. |
| ---- | --------------------- | ---- | -- | -- | -- | -- | -- | -- | ---- |
| 1.º  | Muñiz                 | 49   | 28 | 21 | 7  | 0  | 67 | 17 | 50   |
| 2.º  | Ituzaingó             | 42   | 28 | 18 | 6  | 4  | 53 | 23 | 30   |
| 3.º  | Argentino de Merlo    | 37   | 28 | 15 | 7  | 6  | 73 | 33 | 40   |
| 4.º  | Ferrocarril Midland   | 36   | 28 | 15 | 6  | 7  | 49 | 33 | 16   |
| 5.º  | Liniers               | 34   | 28 | 14 | 6  | 8  | 59 | 37 | 22   |
| 6.º  | Juventud Unida        | 33   | 28 | 14 | 5  | 9  | 54 | 29 | 25   |
| 7.º  | Leandro N. Alem       | 30   | 28 | 10 | 10 | 8  | 45 | 41 | 4    |
| 8.º  | J.J. Urquiza          | 29   | 28 | 11 | 7  | 10 | 38 | 36 | 2    |
| 9.º  | Ferrocarril Urquiza   | 25   | 28 | 9  | 7  | 12 | 44 | 50 | −6   |
| 10.º | Acassuso              | 24   | 28 | 10 | 4  | 14 | 32 | 39 | −7   |
| 11.º | Puerto Nuevo          | 21   | 28 | 8  | 5  | 15 | 37 | 55 | −18  |
| 12.º | Atlas                 | 20   | 28 | 9  | 2  | 17 | 24 | 46 | −22  |
| 13.º | Central Ballester     | 19   | 28 | 8  | 3  | 17 | 32 | 52 | −20  |
| 14.º | Centro Español        | 16   | 28 | 7  | 2  | 19 | 23 | 67 | −44  |
| 15.º | Defensores de Almagro | 5    | 28 | 2  | 1  | 25 | 22 | 94 | −72  |

|  | Clasificó a la Ronda Final por el Campeonato |

#### Resultados
| Central Ballester     | 2 - 0 | Atlas                 | Polideportivo de Chacarita Juniors | 28 de marzo |
| Acassuso              | 0 - 3 | Juventud Unida        | José Dellagiovanna                 | 28 de marzo |
| Muñiz                 | 3 - 1 | Justo José de Urquiza | La Vuce                            | 28 de marzo |
| Leandro N. Alem       | 4 - 4 | Argentino de Merlo    | Leandro N. Alem                    | 28 de marzo |
| Centro Español        | 0 - 1 | Liniers               | Pacheco y Mariano Acosta           | 1 de abril  |
| Ferrocarril Midland   | 3 - 2 | Ituzaingó             | Ciudad de Libertad                 | 1 de abril  |
| Defensores de Almagro | 0 - 2 | Puerto Nuevo          | Monumental de Villa Lynch          | 1 de abril  |

| Puerto Nuevo          | 1 - 5 | Leandro N. Alem     | Municipal de Campana     | 4 de abril |
| Argentino de Merlo    | 1 - 4 | Muñiz               | Antezana y Pergamino     | 4 de abril |
| Justo José de Urquiza | 1 - 1 | Ferrocarril Midland | Ciudad de Caseros        | 4 de abril |
| Ituzaingó             | 7 - 1 | Centro Español      | Pacheco y Mariano Acosta | 4 de abril |
| Liniers               | 1 - 0 | Acassuso            | General Lamadrid         | 4 de abril |
| Juventud Unida        | 2 - 3 | Central Ballester   | Franco Muggeri           | 4 de abril |
| Atlas                 | 4 - 1 | Ferrocarril Urquiza | Ricardo Puga             | 4 de abril |

| Ferrocarril Urquiza | 3 - 1 | Juventud Unida        | Monumental de Villa Lynch          | 11 de abril |
| Central Ballester   | 3 - 2 | Liniers               | Polideportivo de Chacarita Juniors | 11 de abril |
| Acassuso            | 0 - 0 | Ituzaingó             | José Dellagiovanna                 | 11 de abril |
| Centro Español      | 0 - 1 | Justo José de Urquiza | Pacheco y Mariano Acosta           | 11 de abril |
| Ferrocarril Midland | 2 - 1 | Argentino de Merlo    | Ciudad de Libertad                 | 11 de abril |
| Muñiz               | 0 - 0 | Puerto Nuevo          | La Vuce                            | 11 de abril |
| Leandro N. Alem     | 3 - 0 | Defensores de Almagro | Leandro N. Alem                    | 11 de abril |

| Defensores de Almagro | 0 - 4 | Muñiz               | Monumental de Villa Lynch | 18 de abril |
| Puerto Nuevo          | 5 - 0 | Ferrocarril Midland | Municipal de Campana      | 18 de abril |
| Argentino de Merlo    | 3 - 0 | Centro Español      | Antezana y Pergamino      | 18 de abril |
| Justo José de Urquiza | 2 - 3 | Acassuso            | Ciudad de Caseros         | 18 de abril |
| Ituzaingó             | 2 - 1 | Central Ballester   | Pacheco y Mariano Acosta  | 18 de abril |
| Liniers               | 3 - 2 | Ferrocarril Urquiza | General Lamadrid          | 18 de abril |
| Juventud Unida        | 1 - 1 | Atlas               | Franco Muggeri            | 18 de abril |

| Atlas               | 1 - 0 | Liniers               | Ricardo Puga                       | 25 de abril |
| Ferrocarril Urquiza | 0 - 1 | Ituzaingó             | Monumental de Villa Lynch          | 25 de abril |
| Central Ballester   | 0 - 0 | Justo José de Urquiza | Polideportivo de Chacarita Juniors | 25 de abril |
| Acassuso            | 1 - 2 | Argentino de Merlo    | José Dellagiovanna                 | 25 de abril |
| Centro Español      | 1 - 0 | Puerto Nuevo          | Pacheco y Mariano Acosta           | 25 de abril |
| Ferrocarril Midland | 5 - 3 | Defensores de Almagro | Ciudad de Libertad                 | 25 de abril |
| Muñiz               | 1 - 0 | Leandro N. Alem       | La Vuce                            | 25 de abril |

| Leandro N. Alem       | 1 - 1 | Ferrocarril Midland | Leandro N. Alem           | 2 de mayo |
| Defensores de Almagro | 1 - 2 | Centro Español      | Monumental de Villa Lynch | 2 de mayo |
| Puerto Nuevo          | 1 - 3 | Acassuso            | Municipal de Campana      | 2 de mayo |
| Argentino de Merlo    | 2 - 2 | Central Ballester   | Antezana y Pergamino      | 2 de mayo |
| Justo José de Urquiza | 1 - 1 | Ferrocarril Urquiza | Ciudad de Caseros         | 2 de mayo |
| Ituzaingó             | 2 - 0 | Atlas               | Pacheco y Mariano Acosta  | 2 de mayo |
| Liniers               | 2 - 4 | Juventud Unida      | Pampa y Miñones           | 2 de mayo |

| Juventud Unida      | 2 - 3 | Ituzaingó             | Malvinas Argentinas                | 9 de mayo |
| Atlas               | 3 - 2 | Justo José de Urquiza | Ricardo Puga                       | 9 de mayo |
| Ferrocarril Urquiza | 2 - 0 | Argentino de Merlo    | Monumental de Villa Lynch          | 9 de mayo |
| Central Ballester   | 1 - 4 | Puerto Nuevo          | Polideportivo de Chacarita Juniors | 9 de mayo |
| Acassuso            | 4 - 1 | Defensores de Almagro | José Dellagiovanna                 | 9 de mayo |
| Centro Español      | 1 - 1 | Leandro N. Alem       | Pacheco y Mariano Acosta           | 9 de mayo |
| Ferrocarril Midland | 0 - 1 | Muñiz                 | Ciudad de Libertad                 | 9 de mayo |

| Muñiz                 | 3 - 0 | Centro Español      | La Vuce                   | 16 de mayo |
| Leandro N. Alem       | 4 - 2 | Acassuso            | Leandro N. Alem           | 16 de mayo |
| Defensores de Almagro | 1 - 3 | Central Ballester   | Monumental de Villa Lynch | 16 de mayo |
| Puerto Nuevo          | 2 - 2 | Ferrocarril Urquiza | Municipal de Campana      | 16 de mayo |
| Argentino de Merlo    | 3 - 0 | Atlas               | Antezana y Pergamino      | 16 de mayo |
| Justo José de Urquiza | 1 - 1 | Juventud Unida      | Ciudad de Caseros         | 16 de mayo |
| Ituzaingó             | 2 - 1 | Liniers             | Pacheco y Mariano Acosta  | 16 de mayo |

| Liniers             | 1 - 2 | Justo José de Urquiza | General Lamadrid                   | 23 de mayo |
| Juventud Unida      | 1 - 0 | Argentino de Merlo    | Malvinas Argentinas                | 23 de mayo |
| Atlas               | 2 - 0 | Puerto Nuevo          | Ricardo Puga                       | 23 de mayo |
| Ferrocarril Urquiza | 8 - 0 | Defensores de Almagro | Monumental de Villa Lynch          | 23 de mayo |
| Central Ballester   | 1 - 1 | Leandro N. Alem       | Polideportivo de Chacarita Juniors | 23 de mayo |
| Acassuso            | 0 - 9 | Muñiz                 | José Dellagiovanna                 | 23 de mayo |
| Centro Español      | 0 - 5 | Ferrocarril Midland   | Pacheco y Mariano Acosta           | 23 de mayo |

| Ferrocarril Midland   | 2 - 1 | Acassuso            | Ciudad de Libertad        | 30 de mayo |
| Muñiz                 | 4 - 1 | Central Ballester   | La Vuce                   | 30 de mayo |
| Leandro N. Alem       | 2 - 0 | Ferrocarril Urquiza | Leandro N. Alem           | 30 de mayo |
| Defensores de Almagro | 1 - 3 | Atlas               | Monumental de Villa Lynch | 30 de mayo |
| Puerto Nuevo          | 0 - 2 | Juventud Unida      | Municipal de Campana      | 30 de mayo |
| Argentino de Merlo    | 1 - 1 | Liniers             | Antezana y Pergamino      | 30 de mayo |
| Justo José de Urquiza | 0 - 0 | Ituzaingó           | Ciudad de Caseros         | 30 de mayo |

| Ituzaingó           | 0 - 2 | Argentino de Merlo    | Pacheco y Mariano Acosta           | 6 de junio |
| Liniers             | 3 - 1 | Puerto Nuevo          | General Lamadrid                   | 6 de junio |
| Juventud Unida      | 7 - 1 | Defensores de Almagro | Malvinas Argentinas                | 6 de junio |
| Atlas               | 0 - 1 | Leandro N. Alem       | Ricardo Puga                       | 6 de junio |
| Ferrocarril Urquiza | 1 - 4 | Muñiz                 | Monumental de Villa Lynch          | 6 de junio |
| Central Ballester   | 0 - 2 | Ferrocarril Midland   | Polideportivo de Chacarita Juniors | 6 de junio |
| Acassuso            | 4 - 0 | Centro Español        | José Dellagiovanna                 | 6 de junio |

| Centro Español        | 3 - 2 | Central Ballester     | Pacheco y Mariano Acosta  | 13 de junio |
| Ferrocarril Midland   | 3 - 0 | Ferrocarril Urquiza   | Ciudad de Libertad        | 13 de junio |
| Muñiz                 | 3 - 0 | Atlas                 | La Vuce                   | 13 de junio |
| Leandro N. Alem       | 0 - 2 | Juventud Unida        | Leandro N. Alem           | 13 de junio |
| Defensores de Almagro | 1 - 7 | Liniers               | Monumental de Villa Lynch | 13 de junio |
| Puerto Nuevo          | 1 - 3 | Ituzaingó             | Municipal de Campana      | 13 de junio |
| Argentino de Merlo    | 0 - 0 | Justo José de Urquiza | Antezana y Pergamino      | 13 de junio |

| Justo José de Urquiza | 7 - 1 | Puerto Nuevo          | Ciudad de Caseros                  | 20 de junio |
| Ituzaingó             | 5 - 1 | Defensores de Almagro | Pacheco y Mariano Acosta           | 20 de junio |
| Liniers               | 3 - 1 | Leandro N. Alem       | General Lamadrid                   | 20 de junio |
| Juventud Unida        | 0 - 0 | Muñiz                 | Franco Muggeri                     | 20 de junio |
| Atlas                 | 0 - 4 | Ferrocarril Midland   | Ricardo Puga                       | 20 de junio |
| Ferrocarril Urquiza   | 3 - 1 | Centro Español        | Monumental de Villa Lynch          | 20 de junio |
| Central Ballester     | 0 - 1 | Acassuso              | Polideportivo de Chacarita Juniors | 20 de junio |

| Acassuso              | 0 - 1 | Ferrocarril Urquiza   | Malaver y Posadas         | 27 de junio |
| Centro Español        | 2 - 1 | Atlas                 | Pacheco y Mariano Acosta  | 27 de junio |
| Ferrocarril Midland   | 1 - 0 | Juventud Unida        | Ciudad de Libertad        | 27 de junio |
| Muñiz                 | 2 - 0 | Liniers               | La Vuce                   | 27 de junio |
| Leandro N. Alem       | 0 - 1 | Ituzaingó             | Leandro N. Alem           | 27 de junio |
| Defensores de Almagro | 1 - 3 | Justo José de Urquiza | Monumental de Villa Lynch | 27 de junio |
| Puerto Nuevo          | 0 - 5 | Argentino de Merlo    | Municipal de Campana      | 27 de junio |

| Argentino de Merlo    | 4 - 0 | Defensores de Almagro | Club_Atlético_Argentino_(Merlo)#Estadio | 4 de julio |
| Justo José de Urquiza | 1 - 0 | Leandro N. Alem       | Ciudad de Caseros                       | 4 de julio |
| Ituzaingó             | 1 - 1 | Muñiz                 | Pacheco y Mariano Acosta                | 4 de julio |
| Liniers               | 1 - 1 | Ferrocarril Midland   | General Lamadrid                        | 4 de julio |
| Juventud Unida        | 2 - 1 | Centro Español        | Malvinas Argentinas                     | 4 de julio |
| Atlas                 | 0 - 2 | Acassuso              | Ricardo Puga                            | 4 de julio |
| Ferrocarril Urquiza   | 2 - 1 | Central Ballester     | Monumental de Villa Lynch               | 4 de julio |

| Atlas                 | 1 - 0 | Central Ballester     | Ricardo Puga              | 11 de julio |
| Juventud Unida        | 1 - 1 | Acassuso              | La Vuce                   | 11 de julio |
| Liniers               | 5 - 0 | Centro Español        | Monumental de Villa Lynch | 11 de julio |
| Ituzaingó             | 2 - 0 | Ferrocarril Midland   | Pacheco y Mariano Acosta  | 11 de julio |
| Justo José de Urquiza | 1 - 2 | Muñiz                 | Tres de Febrero           | 11 de julio |
| Argentino de Merlo    | 1 - 1 | Leandro N. Alem       | Antezana y Pergamino      | 11 de julio |
| Puerto Nuevo          | 0 - 1 | Defensores de Almagro | Municipal de Campana      | 11 de julio |

| Leandro N. Alem     | 2 - 2 | Puerto Nuevo          | Leandro N. Alem                    | 18 de julio |
| Muñiz               | 4 - 1 | Argentino de Merlo    | La Vuce                            | 18 de julio |
| Ferrocarril Midland | 2 - 2 | Justo José de Urquiza | Ciudad de Libertad                 | 18 de julio |
| Centro Español      | 0 - 1 | Ituzaingó             | Pacheco y Mariano Acosta           | 18 de julio |
| Acassuso            | 0 - 0 | Liniers               | Alfredo Ramos                      | 18 de julio |
| Central Ballester   | 0 - 2 | Juventud Unida        | Polideportivo de Chacarita Juniors | 18 de julio |
| Ferrocarril Urquiza | 1 - 2 | Atlas                 | Monumental de Villa Lynch          | 18 de julio |

| Juventud Unida        | 4 - 1 | Ferrocarril Urquiza | Malvinas Argentinas       | 25 de julio |
| Liniers               | 3 - 0 | Central Ballester   | General Lamadrid          | 25 de julio |
| Ituzaingó             | 1 - 0 | Acassuso            | Pacheco y Mariano Acosta  | 25 de julio |
| Justo José de Urquiza | 0 - 1 | Centro Español      | Ciudad de Caseros         | 25 de julio |
| Argentino de Merlo    | 2 - 0 | Ferrocarril Midland | Antezana y Pergamino      | 25 de julio |
| Puerto Nuevo          | 2 - 2 | Muñiz               | Municipal de Campana      | 25 de julio |
| Defensores de Almagro | 3 - 2 | Leandro N. Alem     | Monumental de Villa Lynch | 25 de julio |

| Muñiz               | 4 - 1 | Defensores de Almagro | La Vuce                            | 1 de agosto |
| Ferrocarril Midland | 1 - 0 | Puerto Nuevo          | Ciudad de Libertad                 | 1 de agosto |
| Centro Español      | 0 - 5 | Argentino de Merlo    | Pacheco y Mariano Acosta           | 1 de agosto |
| Acassuso            | 0 - 1 | Justo José de Urquiza | José Dellagiovanna                 | 1 de agosto |
| Central Ballester   | 0 - 1 | Ituzaingó             | Polideportivo de Chacarita Juniors | 1 de agosto |
| Ferrocarril Urquiza | 2 - 2 | Liniers               | Monumental de Villa Lynch          | 1 de agosto |
| Atlas               | 3 - 2 | Juventud Unida        | Ricardo Puga                       | 1 de agosto |

| Liniers               | 1 - 0 | Atlas               | General Lamadrid          | 8 de agosto |
| Ituzaingó             | 5 - 2 | Ferrocarril Urquiza | Pacheco y Mariano Acosta  | 8 de agosto |
| Justo José de Urquiza | 3 - 0 | Central Ballester   | Ciudad de Caseros         | 8 de agosto |
| Argentino de Merlo    | 3 - 2 | Acassuso            | Antezana y Pergamino      | 8 de agosto |
| Puerto Nuevo          | 0 - 1 | Centro Español      | Municipal de Campana      | 8 de agosto |
| Defensores de Almagro | 1 - 2 | Ferrocarril Midland | Monumental de Villa Lynch | 8 de agosto |
| Leandro N. Alem       | 0 - 1 | Muñiz               | Leandro N. Alem           | 8 de agosto |

| Ferrocarril Midland | 2 - 2 | Leandro N. Alem       | Ciudad de Libertad                 | 16 de agosto |
| Centro Español      | 3 - 1 | Defensores de Almagro | Pacheco y Mariano Acosta           | 16 de agosto |
| Acassuso            | 0 - 1 | Puerto Nuevo          | José Dellagiovanna                 | 16 de agosto |
| Central Ballester   | 0 - 4 | Argentino de Merlo    | Polideportivo de Chacarita Juniors | 16 de agosto |
| Ferrocarril Urquiza | 1 - 2 | Justo José de Urquiza | Monumental de Villa Lynch          | 16 de agosto |
| Atlas               | 0 - 2 | Ituzaingó             | Ricardo Puga                       | 16 de agosto |
| Juventud Unida      | 0 - 1 | Liniers               | La Vuce                            | 16 de agosto |

| Ituzaingó             | 0 - 2 | Juventud Unida      | Pacheco y Mariano Acosta  | 22 de agosto |
| Justo José de Urquiza | 1 - 0 | Atlas               | Ciudad de Caseros         | 22 de agosto |
| Argentino de Merlo    | 5 - 1 | Ferrocarril Urquiza | Antezana y Pergamino      | 22 de agosto |
| Puerto Nuevo          | 3 - 1 | Central Ballester   | Municipal de Campana      | 22 de agosto |
| Defensores de Almagro | 0 - 1 | Acassuso            | Monumental de Villa Lynch | 22 de agosto |
| Leandro N. Alem       | 5 - 3 | Centro Español      | Leandro N. Alem           | 22 de agosto |
| Muñiz                 | 1 - 1 | Ferrocarril Midland | La Vuce                   | 22 de agosto |

| Centro Español      | 0 - 3 | Muñiz                 | Pacheco y Mariano Acosta           | 29 de agosto |
| Acassuso            | 0 - 1 | Leandro N. Alem       | Ciudad de Libertad                 | 29 de agosto |
| Central Ballester   | 1 - 0 | Defensores de Almagro | Polideportivo de Chacarita Juniors | 29 de agosto |
| Ferrocarril Urquiza | 2 - 2 | Puerto Nuevo          | Monumental de Villa Lynch          | 29 de agosto |
| Atlas               | 1 - 5 | Argentino de Merlo    | Ricardo Puga                       | 29 de agosto |
| Juventud Unida      | 0 - 2 | Justo José de Urquiza | La Vuce                            | 29 de agosto |
| Liniers             | 1 - 1 | Ituzaingó             | Tres de Febrero                    | 29 de agosto |

| Argentino de Merlo    | 1 - 1 | Juventud Unida      | Antezana y Pergamino      | 5 de septiembre  |
| Puerto Nuevo          | 2 - 0 | Atlas               | Municipal de Campana      | 5 de septiembre  |
| Defensores de Almagro | 1 - 3 | Ferrocarril Urquiza | Monumental de Villa Lynch | 5 de septiembre  |
| Leandro N. Alem       | 2 - 1 | Central Ballester   | Leandro N. Alem           | 5 de septiembre  |
| Muñiz                 | 0 - 0 | Acassuso            | La Vuce                   | 5 de septiembre  |
| Ferrocarril Midland   | 2 - 0 | Centro Español      | Ciudad de Libertad        | 5 de septiembre  |
| Justo José de Urquiza | 2 - 4 | Liniers             | Ciudad de Caseros         | 23 de septiembre |

| Acassuso            | 0 - 1 | Ferrocarril Midland   | Malvinas Argentinas                | 12 de septiembre |
| Central Ballester   | 2 - 3 | Muñiz                 | Polideportivo de Chacarita Juniors | 12 de septiembre |
| Ferrocarril Urquiza | 0 - 0 | Leandro N. Alem       | Monumental de Villa Lynch          | 12 de septiembre |
| Atlas               | 1 - 1 | Defensores de Almagro | Ricardo Puga                       | 12 de septiembre |
| Juventud Unida      | 0 - 2 | Puerto Nuevo          | La Vuce                            | 12 de septiembre |
| Liniers             | 3 - 2 | Argentino de Merlo    | General Lamadrid                   | 12 de septiembre |
| Ituzaingó           | 2 - 0 | Justo José de Urquiza | Pacheco y Mariano Acosta           | 12 de septiembre |

| Argentino de Merlo    | 0 - 0 | Ituzaingó           | Antezana y Pergamino      | 19 de septiembre |
| Puerto Nuevo          | 1 - 2 | Liniers             | Municipal de Campana      | 19 de septiembre |
| Defensores de Almagro | 0 - 3 | Juventud Unida      | Monumental de Villa Lynch | 19 de septiembre |
| Leandro N. Alem       | 1 - 0 | Atlas               | Leandro N. Alem           | 19 de septiembre |
| Muñiz                 | 1 - 1 | Ferrocarril Urquiza | La Vuce                   | 19 de septiembre |
| Ferrocarril Midland   | 0 - 1 | Central Ballester   | Ciudad de Libertad        | 19 de septiembre |
| Centro Español        | 1 - 2 | Acassuso            | Pacheco y Mariano Acosta  | 19 de septiembre |

| Central Ballester     | 5 - 2 | Centro Español        | Polideportivo de Chacarita Juniors | 26 de septiembre |
| Ferrocarril Urquiza   | 1 - 0 | Ferrocarril Midland   | Monumental de Villa Lynch          | 26 de septiembre |
| Atlas                 | 0 - 1 | Muñiz                 | Ricardo Puga                       | 26 de septiembre |
| Juventud Unida        | 6 - 1 | Leandro N. Alem       | La Vuce                            | 26 de septiembre |
| Liniers               | 5 - 0 | Defensores de Almagro | General Lamadrid                   | 26 de septiembre |
| Ituzaingó             | 2 - 0 | Puerto Nuevo          | Pacheco y Mariano Acosta           | 26 de septiembre |
| Justo José de Urquiza | 0 - 5 | Argentino de Merlo    | Alfredo Ramos                      | 26 de septiembre |

| Puerto Nuevo          | 2 - 0 | Justo José de Urquiza | Municipal de Campana      | 3 de octubre |
| Defensores de Almagro | 1 - 4 | Ituzaingó             | Monumental de Villa Lynch | 3 de octubre |
| Leandro N. Alem       | 2 - 2 | Liniers               | Leandro N. Alem           | 3 de octubre |
| Muñiz                 | 1 - 0 | Juventud Unida        | La Vuce                   | 3 de octubre |
| Ferrocarril Midland   | 4 - 0 | Atlas                 | Ciudad de Libertad        | 3 de octubre |
| Centro Español        | 0 - 0 | Ferrocarril Urquiza   | Pacheco y Mariano Acosta  | 3 de octubre |
| Acassuso              | 2 - 0 | Central Ballester     | Malvinas Argentinas       | 3 de octubre |

| Ferrocarril Urquiza   | 3 - 2 | Acassuso              | Monumental de Villa Lynch | 10 de octubre |
| Atlas                 | 1 - 0 | Centro Español        | Ricardo Puga              | 10 de octubre |
| Juventud Unida        | 2 - 0 | Ferrocarril Midland   | La Vuce                   | 10 de octubre |
| Liniers               | 1 - 2 | Muñiz                 | General Lamadrid          | 10 de octubre |
| Ituzaingó             | 1 - 1 | Leandro N. Alem       | Pacheco y Mariano Acosta  | 10 de octubre |
| Justo José de Urquiza | 1 - 0 | Defensores de Almagro | Alfredo Ramos             | 10 de octubre |
| Argentino de Merlo    | 7 - 2 | Puerto Nuevo          | Antezana y Pergamino      | 10 de octubre |

| Defensores de Almagro | 1 - 4 | Argentino de Merlo    | Monumental de Villa Lynch          | 17 de octubre |
| Leandro N. Alem       | 2 - 1 | Justo José de Urquiza | Leandro N. Alem                    | 17 de octubre |
| Muñiz                 | 3 - 2 | Ituzaingó             | La Vuce                            | 17 de octubre |
| Ferrocarril Midland   | 4 - 3 | Liniers               | Ciudad de Libertad                 | 17 de octubre |
| Centro Español        | 0 - 3 | Juventud Unida        | Pacheco y Mariano Acosta           | 17 de octubre |
| Acassuso              | 1 - 0 | Atlas                 | Malaver y Posadas                  | 17 de octubre |
| Central Ballester     | 1 - 0 | Ferrocarril Urquiza   | Polideportivo de Chacarita Juniors | 17 de octubre |

### Zona B
| Pos. | Equipo                | Pts. | PJ | PG | PE | PP | GF | GC | Dif. |
| ---- | --------------------- | ---- | -- | -- | -- | -- | -- | -- | ---- |
| 1.º  | Defensa y Justicia    | 46   | 28 | 20 | 6  | 2  | 74 | 19 | 55   |
| 2.º  | Barracas Central      | 46   | 28 | 21 | 4  | 3  | 61 | 14 | 47   |
| 3.º  | Deportivo Laferrere   | 44   | 28 | 21 | 2  | 5  | 54 | 27 | 27   |
| 4.º  | Victoriano Arenas     | 43   | 28 | 19 | 5  | 4  | 58 | 24 | 34   |
| 5.º  | San Martín de Burzaco | 40   | 28 | 16 | 8  | 4  | 79 | 29 | 50   |
| 6.º  | Villa San Carlos      | 36   | 28 | 15 | 6  | 7  | 63 | 31 | 32   |
| 7.º  | Claypole              | 34   | 28 | 15 | 4  | 9  | 52 | 29 | 23   |
| 8.º  | Yupanqui              | 27   | 28 | 10 | 7  | 11 | 34 | 34 | 0    |
| 9.º  | Sportivo Palermo      | 20   | 28 | 9  | 2  | 17 | 33 | 72 | −39  |
| 10.º | Deportivo Paraguayo   | 19   | 28 | 6  | 7  | 15 | 28 | 46 | −18  |
| 11.º | Sacachispas           | 19   | 28 | 7  | 5  | 16 | 45 | 80 | −35  |
| 12.º | Fénix                 | 14   | 28 | 4  | 6  | 18 | 23 | 48 | −25  |
| 13.º | Cañuelas              | 13   | 28 | 4  | 5  | 19 | 26 | 61 | −35  |
| 14.º | Sportivo Barracas     | 10   | 28 | 3  | 4  | 21 | 24 | 80 | −56  |
| 15.º | General Belgrano      | 9    | 28 | 2  | 5  | 21 | 18 | 78 | −60  |

|  | Clasificó a la Ronda Final por el Campeonato |

#### Resultados
| Victoriano Arenas   | 6 - 1 | Sacachispas           | Saturnino Moure                 | 28 de marzo |
| Deportivo Paraguayo | 1 - 1 | San Martín de Burzaco | Lacarra y Barros Pazos          | 28 de marzo |
| Cañuelas            | 1 - 4 | Deportivo Laferrere   | El Cajón                        | 28 de marzo |
| General Belgrano    | 0 - 8 | Villa San Carlos      | Estadio de la Liga de Laferrere | 1 de abril  |
| Defensa y Justicia  | 2 - 2 | Barracas Central      | Gral. Don José de San Martín    | 1 de abril  |
| Sportivo Barracas   | 0 - 5 | Claypole              | Olavarría y Luna                | 1 de abril  |
| Fénix               | 1 - 3 | Yupanqui              | Pampa y Miñones                 | 1 de abril  |

| Deportivo Laferrere   | 1 - 0 | Deportivo Paraguayo | Rodney y Magnasco               | 4 de abril |
| San Martín de Burzaco | 0 - 0 | Fénix               | Francisco Boga                  | 4 de abril |
| Yupanqui              | 6 - 2 | Sportivo Barracas   | Estadio de la Liga de Laferrere | 4 de abril |
| Claypole              | 2 - 2 | Defensa y Justicia  | César Luis Menotti              | 4 de abril |
| Barracas Central      | 4 - 0 | General Belgrano    | Olavarría y Luna                | 4 de abril |
| Villa San Carlos      | 1 - 3 | Victoriano Arenas   | Genacio Sálice                  | 4 de abril |
| Sacachispas           | 3 - 1 | Sportivo Palermo    | Lacarra y Barros Pazos          | 4 de abril |

| Sportivo Palermo    | 2 - 7 | Villa San Carlos      | De Los Inmigrantes              | 11 de abril |
| Victoriano Arenas   | 2 - 1 | Barracas Central      | Saturnino Moure                 | 11 de abril |
| General Belgrano    | 1 - 5 | Claypole              | Estadio de la Liga de Laferrere | 11 de abril |
| Defensa y Justicia  | 1 - 0 | Yupanqui              | Gral. Don José de San Martín    | 11 de abril |
| Sportivo Barracas   | 2 - 5 | San Martín de Burzaco | Olavarría y Luna                | 11 de abril |
| Fénix               | 2 - 1 | Deportivo Laferrere   | Pampa y Miñones                 | 11 de abril |
| Deportivo Paraguayo | 3 - 0 | Cañuelas              | Lacarra y Barros Pazos          | 12 de abril |

| Cañuelas              | 1 - 1 | Fénix              | El Cajón                        | 18 de abril |
| Deportivo Laferrere   | 1 - 0 | Sportivo Barracas  | Rodney y Magnasco               | 18 de abril |
| San Martín de Burzaco | 0 - 0 | Defensa y Justicia | Francisco Boga                  | 18 de abril |
| Yupanqui              | 3 - 1 | General Belgrano   | Estadio de la Liga de Laferrere | 18 de abril |
| Claypole              | 2 - 0 | Victoriano Arenas  | César Luis Menotti              | 18 de abril |
| Barracas Central      | 2 - 0 | Sportivo Palermo   | Olavarría y Luna                | 18 de abril |
| Villa San Carlos      | 3 - 1 | Sacachispas        | Genacio Sálice                  | 18 de abril |

| Sacachispas        | 2 - 2 | Barracas Central      | Lacarra y Barros Pazos          | 25 de abril |
| Sportivo Palermo   | 1 - 4 | Claypole              | De Los Inmigrantes              | 25 de abril |
| Victoriano Arenas  | 1 - 0 | Yupanqui              | Saturnino Moure                 | 25 de abril |
| General Belgrano   | 1 - 1 | San Martín de Burzaco | Estadio de la Liga de Laferrere | 25 de abril |
| Defensa y Justicia | 1 - 0 | Deportivo Laferrere   | Gral. Don José de San Martín    | 25 de abril |
| Sportivo Barracas  | 1 - 1 | Cañuelas              | Olavarría y Luna                | 25 de abril |
| Fénix              | 0 - 3 | Deportivo Paraguayo   | Alfredo Ramos                   | 25 de abril |

| Deportivo Paraguayo   | 2 - 0 | Sportivo Barracas  | Lacarra y Barros Pazos          | 2 de mayo |
| Cañuelas              | 1 - 5 | Defensa y Justicia | El Cajón                        | 2 de mayo |
| Deportivo Laferrere   | 1 - 0 | General Belgrano   | Rodney y Magnasco               | 2 de mayo |
| San Martín de Burzaco | 2 - 2 | Victoriano Arenas  | Francisco Boga                  | 2 de mayo |
| Yupanqui              | 0 - 0 | Sportivo Palermo   | Estadio de la Liga de Laferrere | 2 de mayo |
| Claypole              | 1 - 0 | Sacachispas        | César Luis Menotti              | 2 de mayo |
| Barracas Central      | 1 - 0 | Villa San Carlos   | Olavarría y Luna                | 2 de mayo |

| Villa San Carlos   | 1 - 1  | Claypole              | Genacio Sálice                  | 9 de mayo |
| Sacachispas        | 1 - 1  | Yupanqui              | Lacarra y Barros Pazos          | 9 de mayo |
| Sportivo Palermo   | 0 - 11 | San Martín de Burzaco | De Los Inmigrantes              | 9 de mayo |
| Victoriano Arenas  | 0 - 1  | Deportivo Laferrere   | Saturnino Moure                 | 9 de mayo |
| General Belgrano   | 0 - 0  | Cañuelas              | Estadio de la Liga de Laferrere | 9 de mayo |
| Defensa y Justicia | 1 - 0  | Deportivo Paraguayo   | Gral. Don José de San Martín    | 9 de mayo |
| Sportivo Barracas  | 4 - 2  | Fénix                 | Olavarría y Luna                | 9 de mayo |

| Fénix                 | 1 - 1  | Defensa y Justicia | Pampa y Miñones                 | 16 de mayo |
| Deportivo Paraguayo   | 1 - 1  | General Belgrano   | Lacarra y Barros Pazos          | 16 de mayo |
| Cañuelas              | 2 - 3  | Victoriano Arenas  | El Cajón                        | 16 de mayo |
| Deportivo Laferrere   | 3 - 0  | Sportivo Palermo   | Rodney y Magnasco               | 16 de mayo |
| San Martín de Burzaco | 10 - 1 | Sacachispas        | Francisco Boga                  | 16 de mayo |
| Yupanqui              | 0 - 5  | Villa San Carlos   | Estadio de la Liga de Laferrere | 16 de mayo |
| Claypole              | 1 - 2  | Barracas Central   | César Luis Menotti              | 16 de mayo |

| Villa San Carlos   | 2 - 1 | San Martín de Burzaco | Genacio Sálice                  | 23 de mayo |
| Sportivo Palermo   | 0 - 3 | Cañuelas              | De Los Inmigrantes              | 23 de mayo |
| Victoriano Arenas  | 2 - 1 | Deportivo Paraguayo   | Saturnino Moure                 | 23 de mayo |
| General Belgrano   | 2 - 2 | Fénix                 | Estadio de la Liga de Laferrere | 23 de mayo |
| Defensa y Justicia | 7 - 0 | Sportivo Barracas     | Gral. Don José de San Martín    | 23 de mayo |
| Barracas Central   | 3 - 0 | Yupanqui              | Olavarría y Luna                | 27 de mayo |
| Sacachispas        | 1 - 2 | Deportivo Laferrere   | Lacarra y Barros Pazos          | 27 de mayo |

| Sportivo Barracas     | 2 - 1 | General Belgrano  | Olavarría y Luna                | 30 de mayo |
| Fénix                 | 0 - 3 | Victoriano Arenas | Pampa y Miñones                 | 30 de mayo |
| Deportivo Paraguayo   | 0 - 2 | Sportivo Palermo  | Lacarra y Barros Pazos          | 30 de mayo |
| Cañuelas              | 2 - 2 | Sacachispas       | El Cajón                        | 30 de mayo |
| Deportivo Laferrere   | 2 - 1 | Villa San Carlos  | Rodney y Magnasco               | 30 de mayo |
| San Martín de Burzaco | 4 - 3 | Barracas Central  | Francisco Boga                  | 30 de mayo |
| Yupanqui              | 1 - 1 | Claypole          | Estadio de la Liga de Laferrere | 30 de mayo |

| Claypole          | 1 - 2 | San Martín de Burzaco | César Luis Menotti              | 6 de junio |
| Barracas Central  | 6 - 0 | Deportivo Laferrere   | Olavarría y Luna                | 6 de junio |
| Villa San Carlos  | 2 - 0 | Cañuelas              | Genacio Sálice                  | 6 de junio |
| Sacachispas       | 4 - 1 | Deportivo Paraguayo   | Lacarra y Barros Pazos          | 6 de junio |
| Sportivo Palermo  | 1 - 0 | Fénix                 | De Los Inmigrantes              | 6 de junio |
| Victoriano Arenas | 2 - 1 | Sportivo Barracas     | Saturnino Moure                 | 6 de junio |
| General Belgrano  | 1 - 6 | Defensa y Justicia    | Estadio de la Liga de Laferrere | 6 de junio |

| Defensa y Justicia    | 3 - 0 | Victoriano Arenas | Gral. Don José de San Martín | 13 de junio |
| Sportivo Barracas     | 1 - 5 | Sportivo Palermo  | Olavarría y Luna             | 13 de junio |
| Fénix                 | 1 - 2 | Sacachispas       | Pampa y Miñones              | 13 de junio |
| Deportivo Paraguayo   | 1 - 1 | Villa San Carlos  | Lacarra y Barros Pazos       | 13 de junio |
| Cañuelas              | 0 - 3 | Barracas Central  | El Cajón                     | 13 de junio |
| Deportivo Laferrere   | 3 - 1 | Claypole          | Rodney y Magnasco            | 13 de junio |
| San Martín de Burzaco | 0 - 0 | Yupanqui          | Francisco Boga               | 13 de junio |

| Yupanqui          | 0 - 1 | Deportivo Laferrere | Estadio de la Liga de Laferrere | 20 de junio |
| Claypole          | 3 - 0 | Cañuelas            | César Luis Menotti              | 20 de junio |
| Barracas Central  | 3 - 0 | Deportivo Paraguayo | Olavarría y Luna                | 20 de junio |
| Villa San Carlos  | 0 - 0 | Fénix               | Genacio Sálice                  | 20 de junio |
| Sacachispas       | 3 - 2 | Sportivo Barracas   | Lacarra y Barros Pazos          | 20 de junio |
| Sportivo Palermo  | 0 - 4 | Defensa y Justicia  | De Los Inmigrantes              | 20 de junio |
| Victoriano Arenas | 3 - 0 | General Belgrano    | Saturnino Moure                 | 20 de junio |

| General Belgrano    | 1 - 3 | Sportivo Palermo      | Rodney y Magnasco            | 27 de junio |
| Defensa y Justicia  | 7 - 1 | Sacachispas           | Gral. Don José de San Martín | 27 de junio |
| Sportivo Barracas   | 0 - 2 | Villa San Carlos      | Olavarría y Luna             | 27 de junio |
| Fénix               | 0 - 2 | Barracas Central      | Pampa y Miñones              | 27 de junio |
| Deportivo Paraguayo | 0 - 1 | Claypole              | Lacarra y Barros Pazos       | 27 de junio |
| Cañuelas            | 2 - 1 | Yupanqui              | El Cajón                     | 27 de junio |
| Deportivo Laferrere | 2 - 2 | San Martín de Burzaco | Rodney y Magnasco            | 27 de junio |

| San Martín de Burzaco | 7 - 2 | Cañuelas            | Francisco Boga                  | 4 de julio |
| Yupanqui              | 1 - 0 | Deportivo Paraguayo | Estadio de la Liga de Laferrere | 4 de julio |
| Claypole              | 0 - 0 | Fénix               | César Luis Menotti              | 4 de julio |
| Barracas Central      | 3 - 0 | Sportivo Barracas   | Olavarría y Luna                | 4 de julio |
| Villa San Carlos      | 1 - 2 | Defensa y Justicia  | Genacio Sálice                  | 4 de julio |
| Sacachispas           | 1 - 0 | General Belgrano    | Lacarra y Barros Pazos          | 4 de julio |
| Sportivo Palermo      | 0 - 4 | Victoriano Arenas   | De Los Inmigrantes              | 4 de julio |

| Villa San Carlos      | 3 - 1 | General Belgrano    | Genacio Sálice                  | 11 de julio |
| Barracas Central      | 1 - 0 | Defensa y Justicia  | Olavarría y Luna                | 11 de julio |
| Claypole              | 1 - 0 | Sportivo Barracas   | César Luis Menotti              | 11 de julio |
| Yupanqui              | 1 - 0 | Fénix               | Estadio de la Liga de Laferrere | 11 de julio |
| San Martín de Burzaco | 3 - 0 | Deportivo Paraguayo | Francisco Boga                  | 11 de julio |
| Deportivo Laferrere   | 2 - 0 | Cañuelas            | Rodney y Magnasco               | 11 de julio |
| Sacachispas           | 1 - 3 | Victoriano Arenas   | Lacarra y Barros Pazos          | 22 de julio |

| Deportivo Paraguayo | 0 - 4 | Deportivo Laferrere   | Lacarra y Barros Pazos          | 17 de julio |
| Fénix               | 0 - 1 | San Martín de Burzaco | Pampa y Miñones                 | 17 de julio |
| Sportivo Barracas   | 0 - 1 | Yupanqui              | Olavarría y Luna                | 17 de julio |
| Defensa y Justicia  | 3 - 0 | Claypole              | Gral. Don José de San Martín    | 17 de julio |
| General Belgrano    | 0 - 3 | Barracas Central      | Estadio de la Liga de Laferrere | 17 de julio |
| Victoriano Arenas   | 0 - 1 | Villa San Carlos      | Saturnino Moure                 | 17 de julio |
| Sportivo Palermo    | 4 - 0 | Sacachispas           | Isla Maciel                     | 17 de julio |

| Villa San Carlos      | 2 - 0 | Sportivo Palermo    | Genacio Sálice                  | 25 de julio |
| Barracas Central      | 0 - 1 | Victoriano Arenas   | Olavarría y Luna                | 25 de julio |
| Claypole              | 4 - 0 | General Belgrano    | César Luis Menotti              | 25 de julio |
| Yupanqui              | 0 - 2 | Defensa y Justicia  | Estadio de la Liga de Laferrere | 25 de julio |
| San Martín de Burzaco | 7 - 1 | Sportivo Barracas   | Francisco Boga                  | 25 de julio |
| Deportivo Laferrere   | 1 - 0 | Fénix               | Rodney y Magnasco               | 25 de julio |
| Cañuelas              | 1 - 1 | Deportivo Paraguayo | El Cajón                        | 25 de julio |

| Fénix              | 3 - 0 | Cañuelas              | Pampa y Miñones                 | 1 de agosto  |
| Defensa y Justicia | 5 - 2 | San Martín de Burzaco | Gral. Don José de San Martín    | 1 de agosto  |
| General Belgrano   | 1 - 1 | Yupanqui              | Estadio de la Liga de Laferrere | 1 de agosto  |
| Victoriano Arenas  | 2 - 1 | Claypole              | Saturnino Moure                 | 1 de agosto  |
| Sportivo Palermo   | 0 - 4 | Barracas Central      | De Los Inmigrantes              | 1 de agosto  |
| Sportivo Barracas  | 0 - 2 | Deportivo Laferrere   | Olavarría y Luna                | 12 de agosto |
| Sacachispas        | 2 - 4 | Villa San Carlos      | Lacarra y Barros Pazos          | 12 de agosto |

| Claypole              | 3 - 0 | Sportivo Palermo   | César Luis Menotti              | 8 de agosto  |
| Yupanqui              | 1 - 2 | Victoriano Arenas  | Estadio de la Liga de Laferrere | 8 de agosto  |
| San Martín de Burzaco | 5 - 0 | General Belgrano   | Francisco Boga                  | 8 de agosto  |
| Deportivo Laferrere   | 2 - 5 | Defensa y Justicia | Rodney y Magnasco               | 8 de agosto  |
| Cañuelas              | 3 - 1 | Sportivo Barracas  | El Cajón                        | 8 de agosto  |
| Barracas Central      | 1 - 0 | Sacachispas        | Olavarría y Luna                | 19 de agosto |
| Deportivo Paraguayo   | 2 - 3 | Fénix              | Lacarra y Barros Pazos          | 19 de agosto |

| Sportivo Barracas  | 2 - 2 | Deportivo Paraguayo   | Olavarría y Luna             | 16 de agosto |
| Defensa y Justicia | 2 - 0 | Cañuelas              | Gral. Don José de San Martín | 16 de agosto |
| General Belgrano   | 2 - 4 | Deportivo Laferrere   | Rodney y Magnasco            | 16 de agosto |
| Victoriano Arenas  | 0 - 0 | San Martín de Burzaco | Saturnino Moure              | 16 de agosto |
| Sportivo Palermo   | 2 - 1 | Yupanqui              | De Los Inmigrantes           | 16 de agosto |
| Sacachispas        | 4 - 6 | Claypole              | Lacarra y Barros Pazos       | 16 de agosto |
| Villa San Carlos   | 1 - 1 | Barracas Central      | Genacio Sálice               | 16 de agosto |

| Claypole              | 3 - 1 | Villa San Carlos   | César Luis Menotti              | 22 de agosto |
| Yupanqui              | 3 - 2 | Sacachispas        | Estadio de la Liga de Laferrere | 22 de agosto |
| San Martín de Burzaco | 2 - 0 | Sportivo Palermo   | Francisco Boga                  | 22 de agosto |
| Deportivo Laferrere   | 1 - 1 | Victoriano Arenas  | Rodney y Magnasco               | 22 de agosto |
| Cañuelas              | 0 - 1 | General Belgrano   | El Cajón                        | 22 de agosto |
| Deportivo Paraguayo   | 1 - 0 | Defensa y Justicia | Lacarra y Barros Pazos          | 22 de agosto |
| Fénix                 | 2 - 0 | Sportivo Barracas  | Pampa y Miñones                 | 22 de agosto |

| Defensa y Justicia | 3 - 0 | Fénix                 | Gral. Don José de San Martín | 29 de agosto |
| General Belgrano   | 0 - 1 | Deportivo Paraguayo   | Rodney y Magnasco            | 29 de agosto |
| Victoriano Arenas  | 2 - 0 | Cañuelas              | Saturnino Moure              | 29 de agosto |
| Sportivo Palermo   | 0 - 2 | Deportivo Laferrere   | De Los Inmigrantes           | 29 de agosto |
| Sacachispas        | 0 - 5 | San Martín de Burzaco | Lacarra y Barros Pazos       | 29 de agosto |
| Villa San Carlos   | 0 - 0 | Yupanqui              | Genacio Sálice               | 29 de agosto |
| Barracas Central   | 1 - 0 | Claypole              | Olavarría y Luna             | 29 de agosto |

| Yupanqui              | 1 - 1 | Barracas Central   | Estadio de la Liga de Laferrere | 5 de septiembre |
| San Martín de Burzaco | 3 - 1 | Villa San Carlos   | Francisco Boga                  | 5 de septiembre |
| Deportivo Laferrere   | 4 - 0 | Sacachispas        | Rodney y Magnasco               | 5 de septiembre |
| Cañuelas              | 2 - 3 | Sportivo Palermo   | El Cajón                        | 5 de septiembre |
| Deportivo Paraguayo   | 1 - 1 | Victoriano Arenas  | Lacarra y Barros Pazos          | 5 de septiembre |
| Fénix                 | 0 - 1 | General Belgrano   | Pampa y Miñones                 | 5 de septiembre |
| Sportivo Barracas     | 0 - 1 | Defensa y Justicia | Olavarría y Luna                | 5 de septiembre |

| General Belgrano  | 0 - 1 | Sportivo Barracas     | Rodney y Magnasco      | 12 de septiembre |
| Victoriano Arenas | 1 - 0 | Fénix                 | Saturnino Moure        | 12 de septiembre |
| Sportivo Palermo  | 0 - 3 | Deportivo Paraguayo   | De Los Inmigrantes     | 12 de septiembre |
| Sacachispas       | 2 - 3 | Cañuelas              | Lacarra y Barros Pazos | 12 de septiembre |
| Villa San Carlos  | 2 - 3 | Deportivo Laferrere   | Genacio Sálice         | 12 de septiembre |
| Barracas Central  | 2 - 0 | San Martín de Burzaco | Olavarría y Luna       | 12 de septiembre |
| Claypole          | 0 - 1 | Yupanqui              | César Luis Menotti     | 12 de septiembre |

| San Martín de Burzaco | 1 - 0 | Claypole          | Francisco Boga               | 19 de septiembre |
| Deportivo Laferrere   | 0 - 1 | Barracas Central  | Rodney y Magnasco            | 19 de septiembre |
| Cañuelas              | 0 - 1 | Villa San Carlos  | El Cajón                     | 19 de septiembre |
| Deportivo Paraguayo   | 2 - 2 | Sacachispas       | Lacarra y Barros Pazos       | 19 de septiembre |
| Fénix                 | 2 - 3 | Sportivo Palermo  | Pampa y Miñones              | 19 de septiembre |
| Sportivo Barracas     | 1 - 5 | Victoriano Arenas | Olavarría y Luna             | 19 de septiembre |
| Defensa y Justicia    | 5 - 1 | General Belgrano  | Gral. Don José de San Martín | 19 de septiembre |

| Victoriano Arenas | 0 - 0 | Defensa y Justicia    | Saturnino Moure                 | 26 de septiembre |
| Sportivo Palermo  | 1 - 1 | Sportivo Barracas     | De Los Inmigrantes              | 26 de septiembre |
| Sacachispas       | 4 - 2 | Fénix                 | Lacarra y Barros Pazos          | 26 de septiembre |
| Villa San Carlos  | 3 - 1 | Deportivo Paraguayo   | Genacio Sálice                  | 26 de septiembre |
| Barracas Central  | 2 - 0 | Cañuelas              | Olavarría y Luna                | 26 de septiembre |
| Claypole          | 0 - 3 | Deportivo Laferrere   | César Luis Menotti              | 26 de septiembre |
| Yupanqui          | 0 - 1 | San Martín de Burzaco | Estadio de la Liga de Laferrere | 26 de septiembre |

| Deportivo Laferrere | 3 - 1 | Yupanqui          | Estadio de la Liga de Laferrere | 3 de octubre |
| Cañuelas            | 0 - 1 | Claypole          | El Cajón                        | 3 de octubre |
| Deportivo Paraguayo | 0 - 1 | Barracas Central  | Lacarra y Barros Pazos          | 3 de octubre |
| Fénix               | 1 - 3 | Villa San Carlos  | Pampa y Miñones                 | 3 de octubre |
| Sportivo Barracas   | 2 - 2 | Sacachispas       | Olavarría y Luna                | 3 de octubre |
| Defensa y Justicia  | 3 - 1 | Sportivo Palermo  | Gral. Don José de San Martín    | 3 de octubre |
| General Belgrano    | 0 - 6 | Victoriano Arenas | Estadio de la Liga de Laferrere | 3 de octubre |

| Sportivo Palermo      | 2 - 1 | General Belgrano    | De Los Inmigrantes              | 10 de octubre |
| Sacachispas           | 0 - 1 | Defensa y Justicia  | Lacarra y Barros Pazos          | 10 de octubre |
| Villa San Carlos      | 5 - 0 | Sportivo Barracas   | Genacio Sálice                  | 10 de octubre |
| Barracas Central      | 3 - 0 | Fénix               | Olavarría y Luna                | 10 de octubre |
| Claypole              | 3 - 0 | Deportivo Paraguayo | César Luis Menotti              | 10 de octubre |
| Yupanqui              | 2 - 0 | Cañuelas            | Estadio de la Liga de Laferrere | 10 de octubre |
| San Martín de Burzaco | 0 - 1 | Deportivo Laferrere | Francisco Boga                  | 10 de octubre |

| Cañuelas            | 2 - 3 | San Martín de Burzaco | El Cajón                        | 17 de octubre |
| Deportivo Paraguayo | 1 - 5 | Yupanqui              | Lacarra y Barros Pazos          | 17 de octubre |
| Fénix               | 0 - 2 | Claypole              | Pampa y Miñones                 | 17 de octubre |
| Sportivo Barracas   | 0 - 3 | Barracas Central      | Olavarría y Luna                | 17 de octubre |
| Defensa y Justicia  | 2 - 2 | Villa San Carlos      | Gral. Don José de San Martín    | 17 de octubre |
| General Belgrano    | 1 - 3 | Sacachispas           | Estadio de la Liga de Laferrere | 17 de octubre |
| Victoriano Arenas   | 3 - 2 | Sportivo Palermo      | Saturnino Moure                 | 17 de octubre |

## Ronda Final
| Pos. | Equipo             | Pts. | PJ | PG | PE | PP | GF | GC | Dif. |
| ---- | ------------------ | ---- | -- | -- | -- | -- | -- | -- | ---- |
| 1.º  | Barracas Central   | 7    | 6  | 3  | 1  | 2  | 9  | 6  | 3    |
| 2.º  | Ituzaingó          | 6    | 6  | 2  | 2  | 2  | 7  | 8  | −1   |
| 3.º  | Muñiz              | 6    | 6  | 2  | 2  | 2  | 5  | 6  | −1   |
| 4.º  | Defensa y Justicia | 5    | 6  | 2  | 1  | 3  | 8  | 9  | −1   |

|  | Se consagró campeón y ascendió a la Primera C        |
|  | Disputó un desempate para definir el segundo ascenso |

### Desempate
| Muñiz                                                     | 4 - 2 | Ituzaingó | Francisco Urbano | 19 de diciembre |
| Muñiz se clasificó subcampeón y obtuvo el segundo ascenso |       |           |                  |                 |

#### Resultados
| Barracas Central | 3 - 1 | Muñiz              | Olavarría y Luna         | 31 de octubre |
| Ituzaingó        | 1 - 4 | Defensa y Justicia | Pacheco y Mariano Acosta | 31 de octubre |

| Defensa y Justicia | 1 - 1 | Barracas Central | Gral. Don José de San Martín | 7 de noviembre |
| Muñiz              | 0 - 0 | Ituzaingó        | Malvinas Argentinas          | 7 de noviembre |

| Ituzaingó          | 0 - 2 | Barracas Central | Pacheco y Mariano Acosta     | 21 de noviembre |
| Defensa y Justicia | 2 - 0 | Muñiz            | Gral. Don José de San Martín | 21 de noviembre |

| Muñiz              | 1 - 0 | Barracas Central | Malvinas Argentinas          | 28 de noviembre |
| Defensa y Justicia | 0 - 3 | Ituzaingó        | Gral. Don José de San Martín | 28 de noviembre |

| Barracas Central | 1 - 0 | Defensa y Justicia | Olavarría y Luna         | 5 de diciembre |
| Ituzaingó        | 0 - 0 | Muñiz              | Pacheco y Mariano Acosta | 5 de diciembre |

| Barracas Central | 2 - 3 | Ituzaingó          | Olavarría y Luna    | 12 de diciembre |
| Muñiz            | 3 - 1 | Defensa y Justicia | Malvinas Argentinas | 12 de diciembre |